# Opéra Bastille
L'Opéra Bastille è il secondo teatro dell'Opéra National de Paris, insieme al Palais Garnier che dal 1990 ospita prevalentemente spettacoli di danza e opere barocche.
Con una capienza complessiva di 2745 posti è considerato il più grande teatro d'Europa e il secondo al mondo dopo il Metropolitan Opera House di New York.
Costato una somma equivalente a 500 milioni di euro attuali, è stato inaugurato con un concerto diretto da Georges Prêtre il 13 luglio del 1990 dal presidente della Repubblica François Mitterrand, in occasione di una cerimonia alla quale parteciparono i capi di Stato e di governo riuniti in quei giorni a Parigi per il vertice del G7 convocato nella capitale francese in occasione del Bicentenario della Rivoluzione. Al concerto inaugurale presero parte l'orchestra, il coro e il corpo di ballo dell'Opéra de Paris, nonché i solisti June Anderson, Teresa Berganza, Barbara Hendricks, Ruggero Raimondi e Plácido Domingo. La prima stagione lirica si è aperta il 17 marzo 1990 con Les Troyens di Hector Berlioz.

## Il concorso per un nuovo Teatro dell'opera a Parigi
Dopo la sua elezione il presidente della Repubblica francese nel maggio 1981, François Mitterrand decise che era venuto il momento di dotare Parigi di un nuovo teatro dell'opera, destinato ad accogliere un vasto numero di spettatori e a offrire delle condizioni di visibilità molto più soddisfacenti rispetto a quelle del sontuoso ma poco funzionale Palais Garnier.

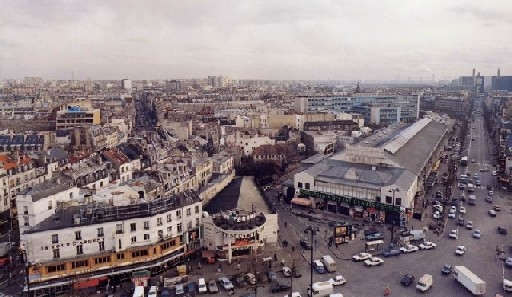
La stazione della Bastiglia, demolita nel 1983. Alla sua destra, il cinematografo, anch'esso abbattuto, e l'edificio settecentesco parzialmente ricostruito nel 1989.

Scartata l'ipotesi della Villette, come area venne prescelto un terreno a Place de la Bastille, nel XII arrondissement, in gran parte occupato da una stazione ferroviaria dismessa, da un vecchio cinema e da una stazione di servizio destinati ad essere demoliti. Trattandosi di una vasta area a forma di pianoforte a coda, era inevitabile che l'inserimento di un edificio di dimensioni così enormi avrebbe presentato complicazioni di ogni sorta. Nel 1983 fu indetto un concorso internazionale, in cui furono presentati 756 progetti. A rendere la partita ancora più difficoltosa, contribuirono le pesanti condizioni imposte ai progettisti. La giuria selezionò sei schizzi, che furono sottoposti a Mitterrand in settembre. Questi ne scelse tre, senza che se ne conoscessero gli autori. Una volta tolto l'anonimato, si scoprì che i tre disegni erano stati presentati da progettisti stranieri, sconosciuti e poco più che trentenni: rispettivamente, Carlos Ott, lo studio franco-rumeno Munteanu-Perianu-Munteanu e Rocco Sen-ee Yim di Hong Kong.
Fu quindi organizzata una seconda selezione in novembre, nel corso della quale si scatenò una lotta dietro le quinte. Da parte di alcuni, si premeva affinché si recuperasse uno dei tre progetti eliminati. Di questi, il più riuscito era certamente quello di Christian de Portzamparc, scartato solo perché prevedeva un allineamento sulla rue de Charenton non conforme alle prescrizioni del concorso. Altri, invece, decantavano le virtù del progetto Munteanu che, pur essendo entrato nella terna vincitrice, se realizzato avrebbe comportato un vero e proprio sconvolgimento urbanistico della zona della Bastille. Per uscire dall'impasse, Mitterrand optò per la soluzione che, almeno sulla carta, sembrava meno dirompente dal punto di vista dell'inserimento ambientale.

Fu così che fu prescelto il progetto di Carlos Ott, un uruguaiano trentasettenne a quell'epoca attivo soprattutto in Canada. L'anno successivo, Portzamparc si prenderà la sua rivincita aggiudicandosi la progettazione della Cité de la Musique.
I risultati del concorso scatenarono polemiche a non finire. Il 3 settembre 1983, il quotidiano della sera Le Monde titolò La Bastille sans génie (la Bastiglia senza talento). Si disse addirittura che in settembre il progetto di Ott fosse stato inserito nella sestina da sottoporre a Mitterrand, solo perché a qualche giurato era parso d'individuare in quegli schizzi la mano di Richard Meier. Ott fu immediatamente fatto oggetto di pressioni assillanti affinché rimettesse le mani sui suoi disegni, soprattutto per migliorarne l'estetica. Ma gli effetti furono controproducenti, perché Ott si chiuse a riccio e, almeno per quel che riguarda l'aspetto esterno dell'edificio, non modificò di un millimetro il progetto iniziale; anzi, l'architetto sudamericano ebbe a dichiarare alla stampa specialistica di aver puntato esclusivamente sulla funzionalità del nuovo edificio, sacrificando l'estetica.

## Le critiche
A lavori ultimati, le critiche non si contarono: l'inserimento troppo brutale di un edificio mastodontico e sgraziato nel contesto urbano; l'erezione, accanto al portico del nuovo teatro, di una struttura in cemento armato riproducente un edificio settecentesco che si trovava sulla piazza e che fu necessario demolire; l'acustica un po' fredda della grande sala, curata dagli esperti Helmut Muller e Jean-Paul Vian; l'eccessiva distanza delle poltrone dal palcoscenico, comprese quelle delle prime file; gli scaloni interminabili, e solo quattro ascensori a disposizione degli spettatori; le toilettes esigue e mal distribuite. Ebbero una migliore accoglienza, soprattutto dal punto di vista estetico, la grande sala e i foyer panoramici.

## Il teatro
Complessivamente, il teatro ha una capienza di 3.309 posti, suddivisi in tre differenti sale:
- La Sala grande, di 2.703 posti, è dotata di una grande platea rettangolare e due balconate (esistono anche dei palchi ma hanno una capienza limitata).
- L'Anfiteatro, situato sotto la Sala grande, da 450 posti.
- Lo Studio, piccola sala da 230 posti ricavata nell'edificio all'angolo della rue de Charenton, facsimile dell'immobile settecentesco demolito per ragioni di stabilità.

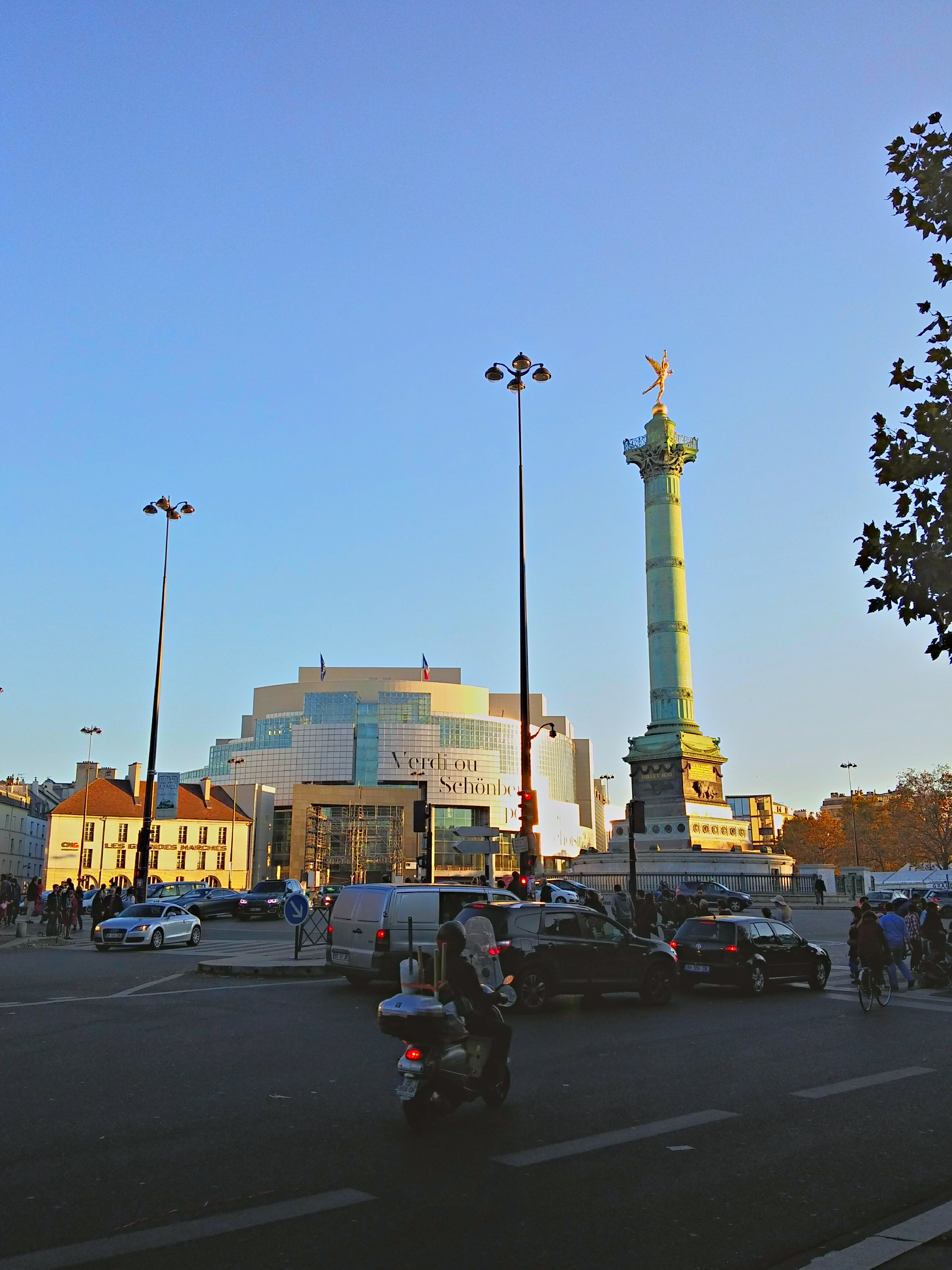
Place de la Bastille, con la colonna di Luglio e l'Opéra Bastille

Non è stato possibile completare, per mancanza di finanziamenti, la "salle modulable" (ribattezzata sala Rolf Liebermann) fino a 1.200 posti, attualmente utilizzata come sala prove. Nel settembre 2011, il ministro della Cultura e della Comunicazione Frédéric Mitterrand aveva annunciato l'apertura della sala, da assegnarsi alla Comédie-Française, nel 2013. Tuttavia, un anno dopo il successore di Mitterrand, la socialista Aurélie Filippetti, ha preferito sospendere sine die l'operazione per motivi legati essenzialmente alla mancanza di fondi.
Sempre per ragioni finanziarie, sono stati realizzati solo in parte i laboratori scenografici sulla rue de Lyon per la realizzazione e la conservazione delle scenografie.
Il nuovo teatro dispone di un complesso sistema di piattaforme mobili su carrelli e di montacarichi manovrati da un computer, che permette di cambiare le scenografie "stoccandole" nel sottosuolo. Di qui la possibilità di passare da uno spettacolo all'altro nel giro di 24 ore, e quindi di utilizzare la sala anche 365 giorni l'anno alternando le rappresentazioni.
Il marmo bianco utilizzato per rivestire le pareti del foyer e l'amphithéatre proviene da Verona. Il granito dei rivestimenti della grande sala proviene dalla Bretagna, e il legno delle poltrone è ricavato da un albero di pero che si trova in Cina. "Le Monde", la grande scultura che si trova nel foyer, è di Jean Tinguely e Niki de Saint Phalle.

## I problemi di manutenzione
Dal 1996, i rivestimenti esterni dell'Opéra Bastille hanno incominciato a staccarsi, con grave rischio per l'incolumità dei passanti, tanto che è stato necessario imbrigliare l'intero edificio con delle grosse reti protettive. Il recente esito di una vertenza giudiziaria ha permesso di stabilire le responsabilità. I lavori sono iniziati nell'aprile 2007, per una durata di 18 mesi. La spesa prevista ammonta a 12,5 milioni di euro.